# Baga Fosca (Castellcir)

La Baga Fosca, respecte del terme de Castellcir

La Baga Fosca és una obaga del terme municipal de Castellcir, al Moianès.
Està situada a l'extrem oriental del terme, ran del límit amb Sant Quirze Safaja i a prop del terme de Sant Martí de Centelles. És en el vessant septentrional de la Serreta de Bernils, a l'esquerra del torrent del Bosc.